# Roland Hanusch
Roland Hanusch (* 21. März 1940 in Obernaundorf; † 17. November 2021) war ein deutscher Heimatforscher, der sich vor allem mit der Geschichte der Stadt Freital sowie mit Weihnachtsbräuchen, insbesondere dem Pflaumentoffel, befasste.

## Werdegang
Hanusch wuchs in Obernaundorf auf, wo seine Eltern eine Handweberei betrieben. Nach der Schulzeit nahm er ein Lehramtsstudium auf und war hauptberuflich als Mathematiklehrer tätig. Er leitete von 1982 bis 1985 das Haus der Heimat, aus dem sich später das Freitaler Stadtmuseum (die Städtischen Sammlungen Freital) auf Schloss Burgk entwickelte. In Vorbereitung einer Weihnachtsausstellung begann er in dieser Zeit damit, sich erstmals näher mit dem Pflaumentoffel zu befassen, zu dessen Geschichte zu forschen und zu sammeln. Zur Thematik gestaltete er zahlreiche Ausstellungen und publizierte mehrere monographische Bücher und Broschüren. Daneben veröffentlichte Hanusch regelmäßig kleinere Aufsätze in Periodika wie dem Landkalenderbuch für die Sächsische Schweiz und das Osterzgebirge, den Erzgebirgischen Heimatblättern oder der Glückauf!-Zeitschrift des Erzgebirgsvereins zu Weihnachtsbräuchen aber auch zu Künstlern des Erzgebirges.
Der Maler und Grafiker Karl Hanusch (1881–1969) war ein Großonkel von ihm.

## Werke (Auswahl)
- (mit Hansi Carl) Zwetschgermännla und Pflaumentoffel, Nürnberg 1993, ISBN 978-3-418-00363-4.
- Heinz Kreher – Skizzen, Zeichnungen, Linolschnitte und Scherenschnitte. Eine liebevolle Gratulation zum 90. Geburtstag von Heinz Kreher, Freital 1998.
- Die Schornsteinfegerknaben samt ihren Conterfeis aus gebackenen Pflaumen. Eine heimatkundliche Plauderei zu Kaminfegerknaben und Backpflaumenrüpeln im 19. Jahrhundert, Dresden 2002.
- (mit Konrad Auerbach) Pflaumentoffel im Erzgebirge (= Schriftenreihe Erzgebirgisches Spielzeugmuseum Seiffen Heft 19), Erzgebirgisches Spielzeugmuseum, Seiffen 2006, ISBN 978-3-910056-19-0.
- Wahre Geschichten um Pflaumentoffel, Pflaumenmänner und Pflaumenkerle, Dresden 2006.
- (mit Siegfried Huth und Wolfgang Burkhardt) Erinnerungen. Freital im Foto – zwischen 1950 und 1980, Freital 2006, DNB 989164330.
- Sächsische Pflaumentoffel: schwarz, klebrig und zuckersüß, Husum Verlag, Husum 2011, ISBN 978-3-89876-582-4.
- Nürnberger Zwetschgermännla: Hutzelig und putzig, Husum Verlag, Husum 2012, ISBN 978-3-89876-626-5.
- Die kleinen Kunstwerke der Johanna Schmidt, Schellerhau, Schellerhauer Heimatverein, Altenberg 2014.
- Schneemann, Schneemann! So frisch und kugelrund! Gedichte für Kinder in Kindertagesstätten und Grundschulen, Freital 2016.